# Relaciones Austria-Italia
Existen relaciones exteriores entre Austria e Italia. Austria tiene una embajada en Roma, un consulado general en Milán y 10 consulados honorarios (en Bari, Bolonia, Florencia, Génova, Nápoles, Palermo, Trieste, Turín, Venecia y Verona). Italia tiene una embajada en Viena, un consulado en Innsbruck y 5 consulados honorarios (en Graz, Klagenfurt, Bregenz, Linz y Salzburgo).

## Historia

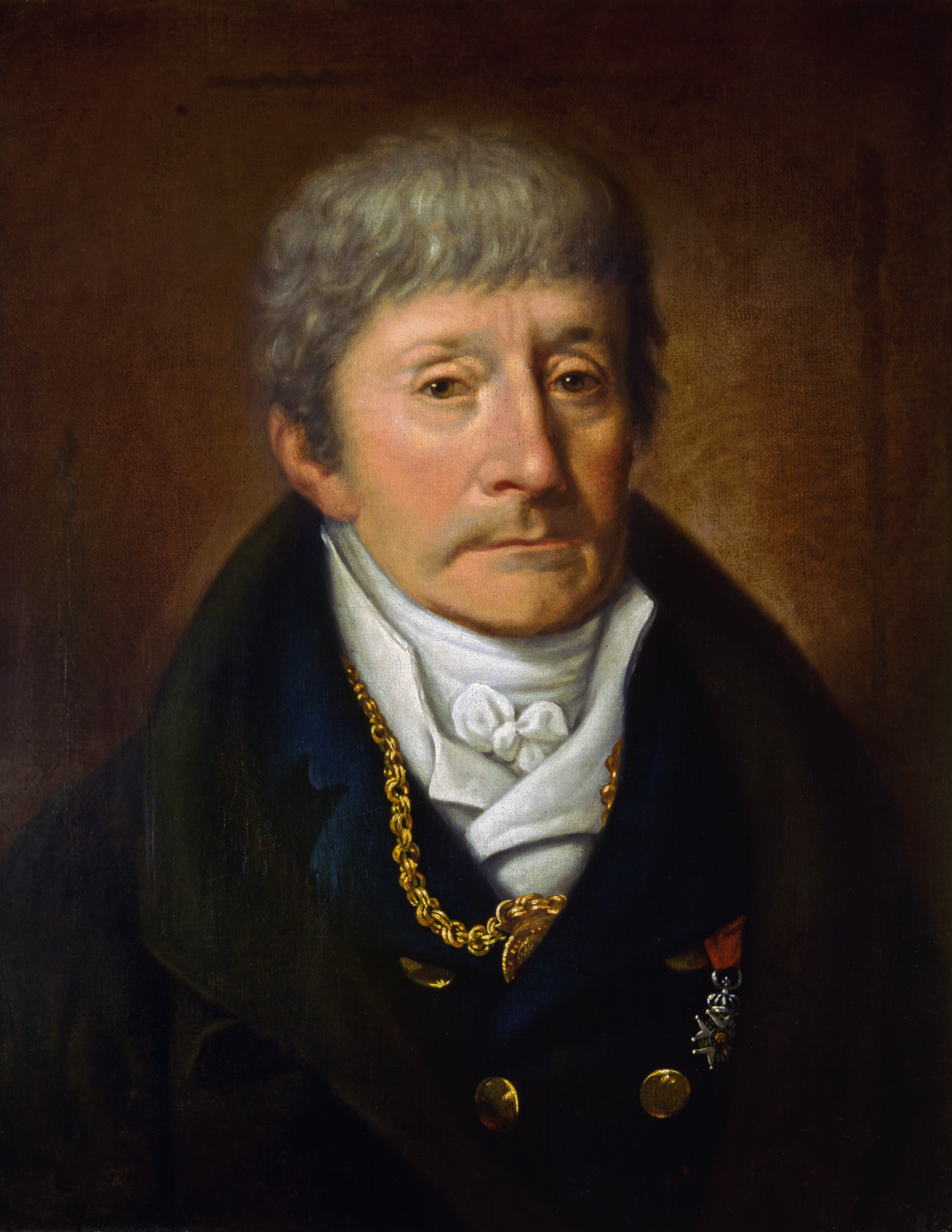
Antonio Salieri, Compositor italiano que trabajó principalmente en Austria. Kapellmeister de 1788 a 1824.

Desde la Edad Media, Austria tuvo una gran influencia sobre los Estados italianos, especialmente en el norte del país. Por otro lado Italia influyó en la cultura, arquitectura y gastronomía austriaca, muchos artistas y arquitectos como Santino Solari, Martino Altomonte, Giovanni Zucalli, Vincenzo Scamozzi trabajaron y contribuyeron al Barroco en Austria y más notablemente en Salzburgo.

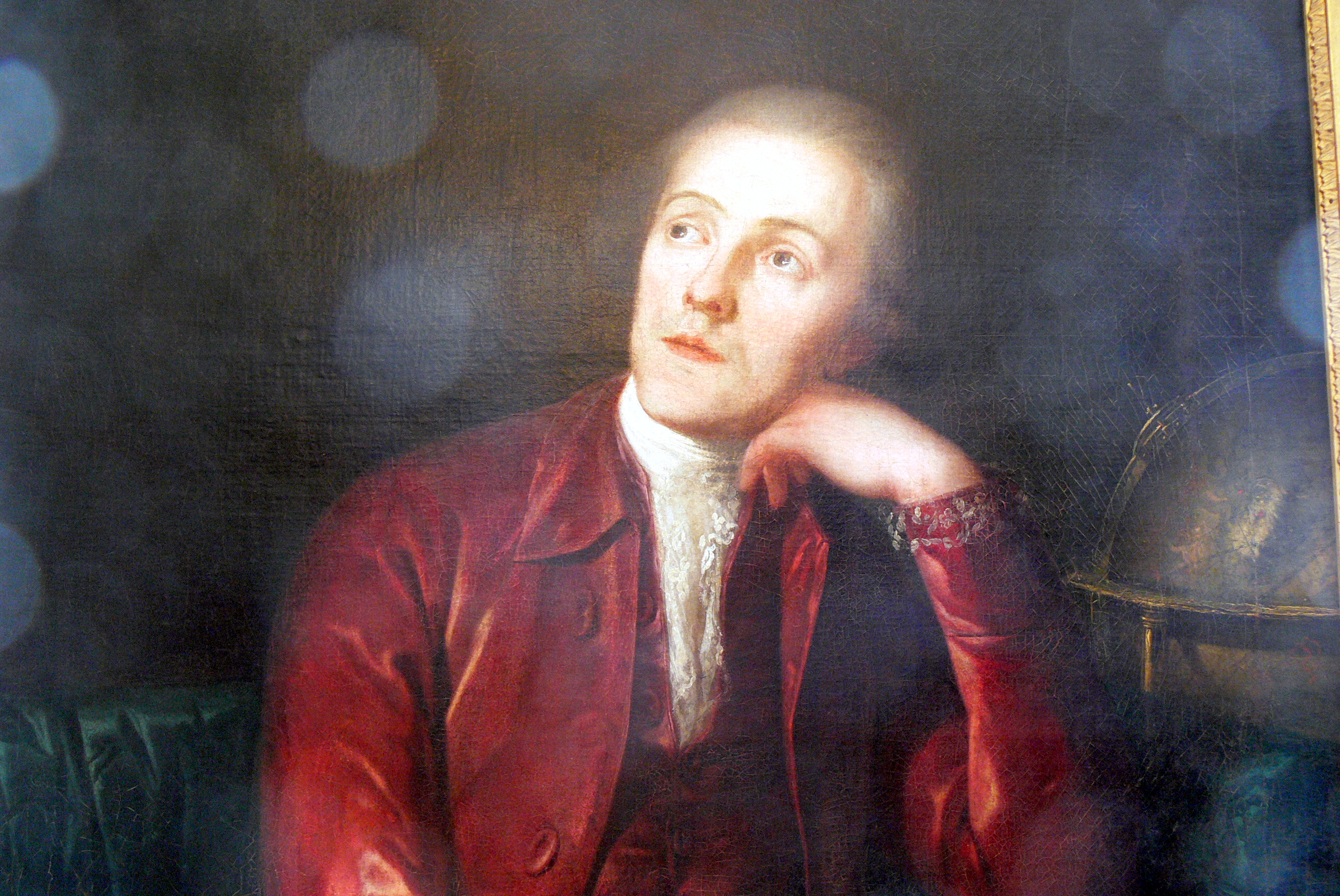
Nicolò Pacassi, un arquitecto austríaco de ascendencia italiana.

Desde finales de la Edad Media, italianos y austriacos se han enfrentado en varias guerras, ya sea como enemigos o como aliados. Austria se alió con varios estados italianos durante las guerras contra el Imperio Otomano, por ejemplo con Toscana,  Mantua,  Ferrara, Saboya y los Estados Pontificios en la guerra de 1593-1606 y con la Venecia en las guerras de 1684-1699 y 1716-1718. Austria y la República de Venecia se enfrentaron en la Guerra de Uskok de 1615-1618.
Desde el siglo XVIII, la monarquía de los Habsburgo, Austria se expandió por Italia y gobernó varias partes del país en distintos momentos. Como resultado de la Guerra de Sucesión Española, el Ducado de Milán y Mantua en el norte de Italia, y los reinos de Nápoles y Cerdeña en el sur de Italia cayeron en manos de Austria en 1714. Por el Tratado de La Haya de 1720, Austria adquirió el Reino de Sicilia a cambio de Cerdeña, que pasó al Ducado de Saboya. Durante la Guerra de Sucesión Polaca, Austria perdió Nápoles y Sicilia en 1734, pero adquirió el Ducado de Parma. Durante la Guerra de Sucesión Austriaca, Austria luchó contra la República de Génova y el Ducado de Módena y Reggio, e incluso ocupó brevemente Génova y Módena, pero según el Tratado de Aix-la-Chapelle de 1748, los austriacos se retiraron de ambos países, y también perdieron Parma. En 1797, de acuerdo con el Tratado de Campo Formio, Austria perdió Milán y Mantua en favor de la recién formada República Cisalpina, pero ganó una parte de la República de Venecia, que se repartió entre Austria y la Francia, con la parte anexionada por Austria formando la nueva Provincia de Venecia. En 1803, los príncipes-obispados de Trent y Brixen fueron anexionados al Tyrol gobernado por Austria. En 1805, Austria perdió la provincia de Venecia en favor del Reino napoleónico de Italia, y Trento y Brixen en favor del Baviera, y las dos últimas acabaron pasando también al Reino Napoleónico de Italia en 1810. Tras el Congreso de Viena, en 1815, Venecia, Milán, Mantua, Trento y Brixen cayeron de nuevo en manos de Austria, quedando las tres primeras incluidas en el recién formado Reino de Lombardía-Venecia, y las dos últimas reanexionadas en el Tirol.
El dominio austriaco en el norte de Italia creó las condiciones para que el nacionalismo italiano y los intereses austriacos se enfrentaran en las tres guerras de unificación italiana entre 1848 y 1866, que acabaron con la victoria italiana. La lucha italiana contra Austria se menciona en el himno nacional de Italia, escrito en 1847. Las tensiones se mantuvieron a lo largo de la década de 1870, ya que el continuo dominio austriaco sobre las tierras habitadas italianas, como en Trentino e Istria, inflamó el nacionalismo italiano, que a su vez amenazaba la integridad austriaca; como resultado, los austriacos construyeron más fortificaciones a lo largo de la frontera italiana. En 1876, el archiduque austriaco Albrecht, duque de Teschen, abogó por una guerra preventiva contra Italia.
A pesar de entrar en la Triple Alianza de 1882 (junto con Alemania), seguían existiendo áreas de interés enfrentadas. La mejora de las relaciones de Italia con Francia, los intereses italianos en los Balcanes y el continuo nacionalismo de los italianos en Austria-Hungría preocupaban a los dirigentes de Viena. Se dudaba de la adhesión de Italia a la Triple Alianza en caso de guerra y, a partir de 1903, el Estado Mayor austriaco volvió a mantener planes para una posible guerra contra Roma. Las sospechas mutuas llevaron a reforzar la frontera y a especular en la prensa sobre una guerra entre los dos países hasta la primera década del siglo XX. Ya en 1911 el conde Franz Conrad von Hötzendorf, jefe del Estado Mayor austriaco, abogaba por un ataque militar contra los supuestos aliados italianos de Austria.
Durante la Primera Guerra Mundial, Italia luchó contra Austria-Hungría a pesar de su alianza defensiva firmada unas décadas antes. Al final de la Primera Guerra Mundial, Italia salió victoriosa y obtuvo territorios de Austria, incluidos Trento, Brixen y Trieste, y se aseguraron acuerdos fronterizos. Durante la Segunda Guerra Mundial, desde 1943, los prisioneros de guerra italianos se encontraban entre los Aliados prisioneros de guerra en Campos de prisioneros de guerra alemanes operados en Anexo alemán Austria, como el Stalag XVIII-A.

## Actualidad

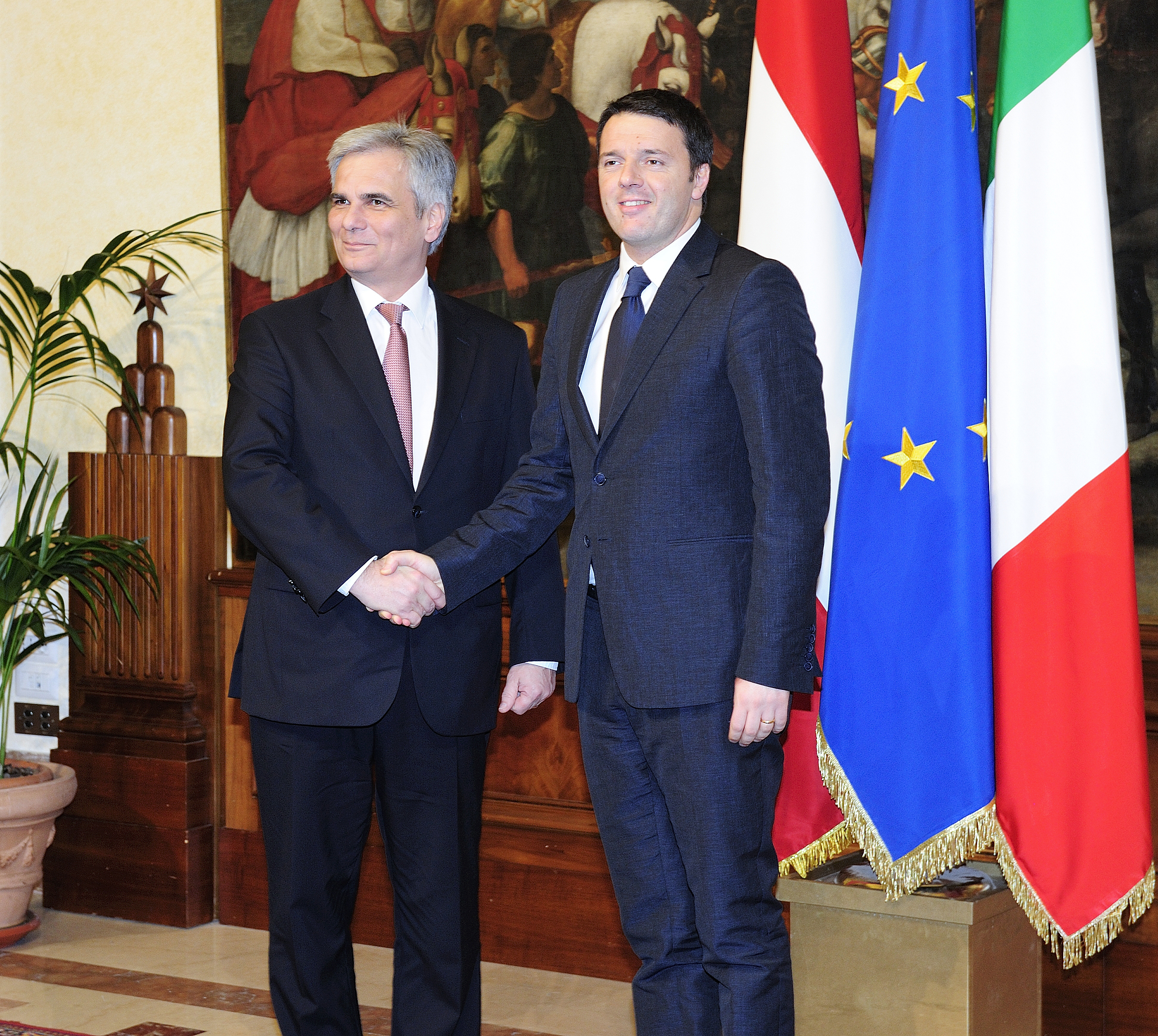
Matteo Renzi con Werner Faymann.

Ambos países son miembros de pleno derecho de la Organización para la Cooperación y el Desarrollo Económico, de la Organización para la Seguridad y la Cooperación en Europa, de la Unión Europea y del Consejo de Europa. Los países comparten 420 km de fronteras comunes.
El ministro del Interior austriaco, Herbert Kickl, dijo el 5 de junio de 2018 que Italia es un fuerte aliado de Austria.

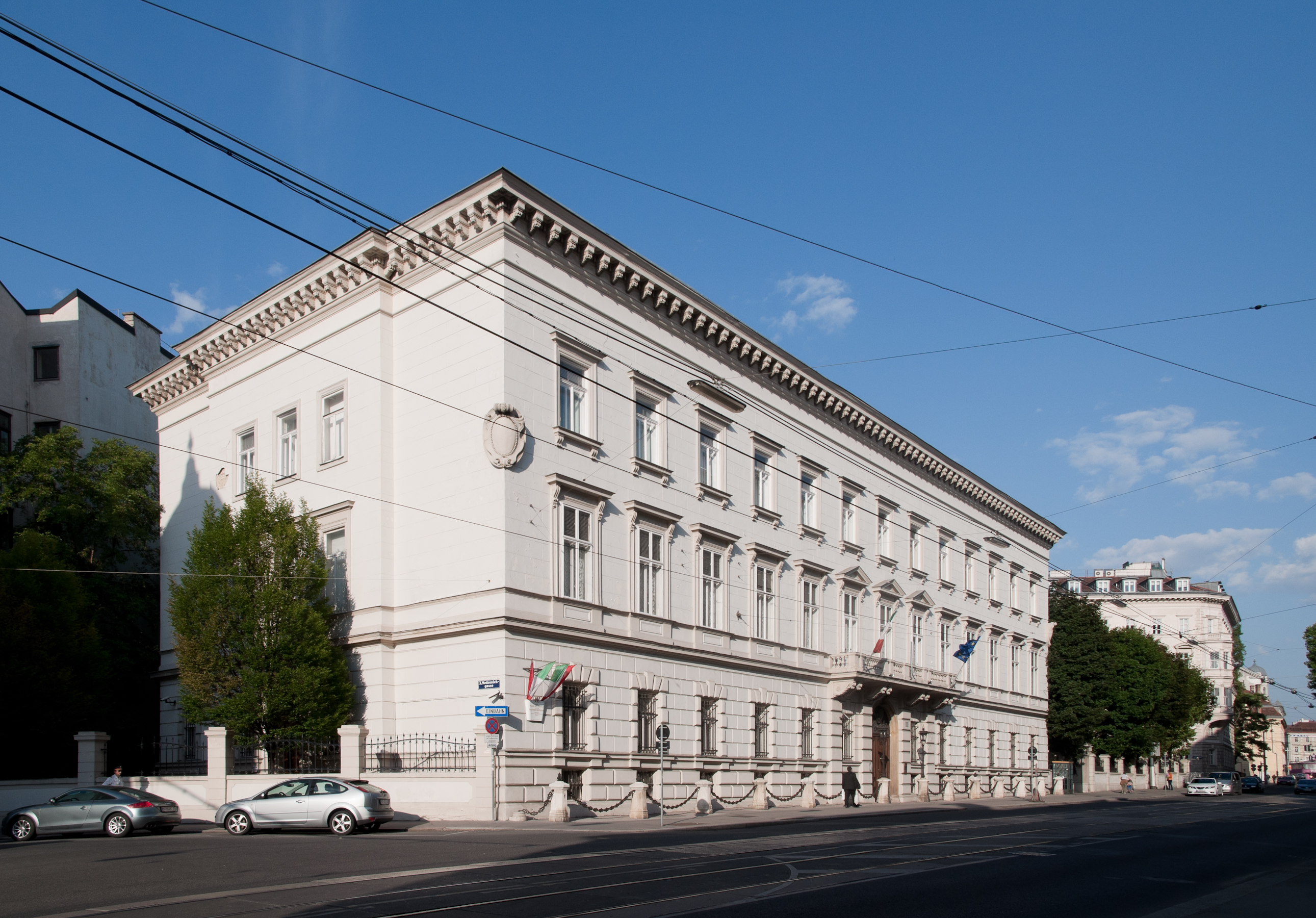
Palacio Matternich en Viena, sede de la embajada italiana.
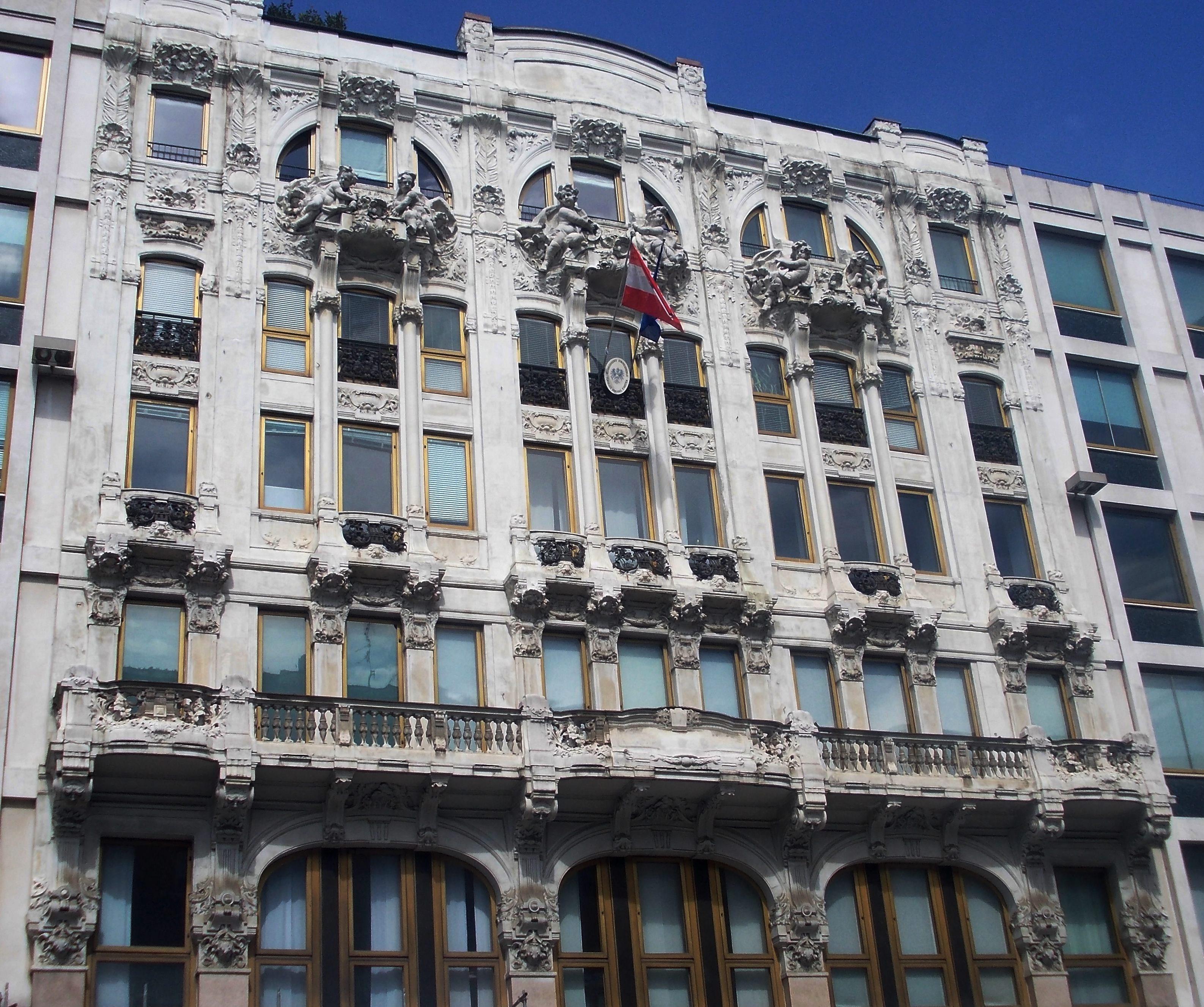
Consulado General de Austria en Milano.
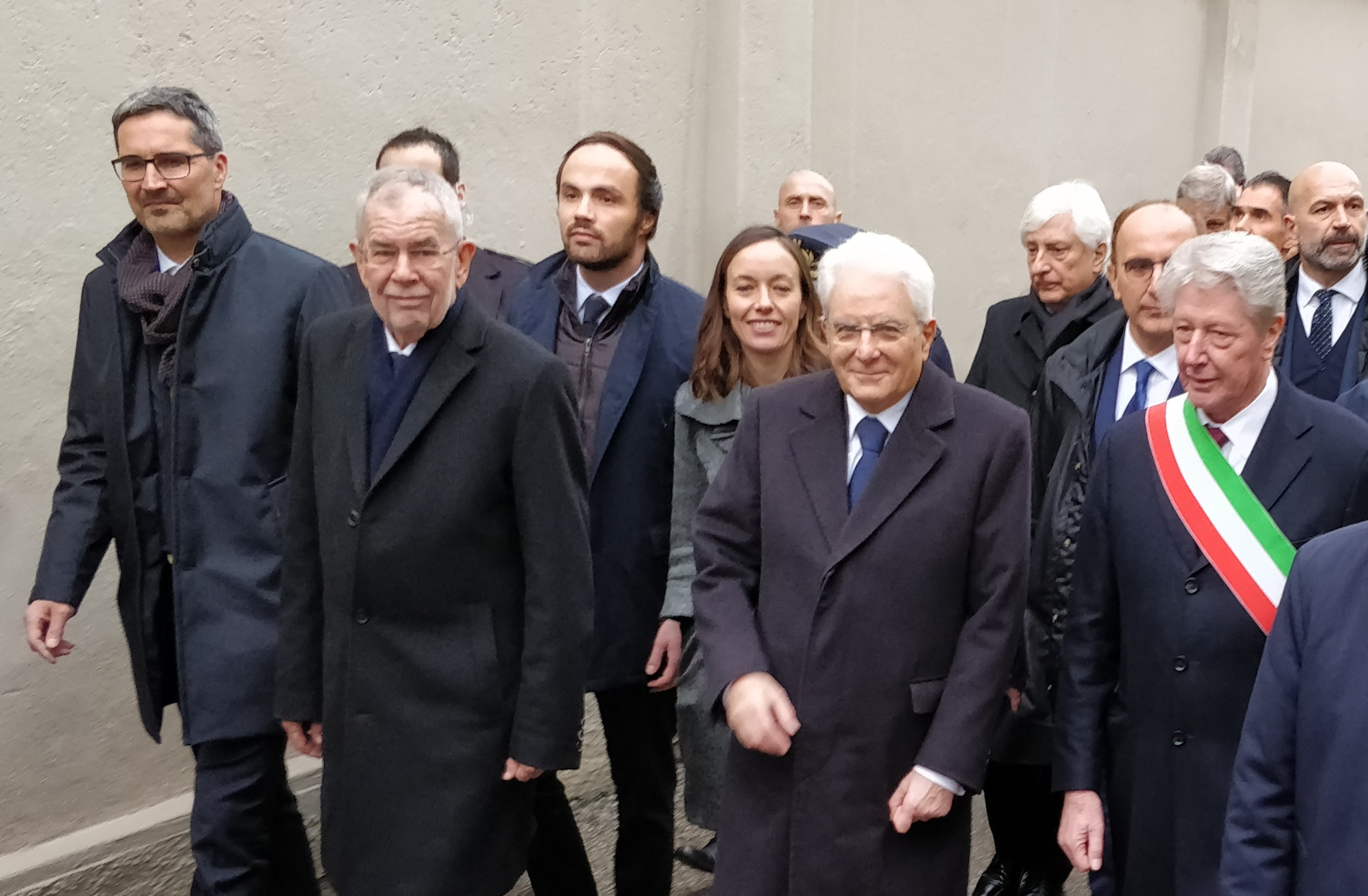
El Presidente de Austria Alexander Van der Bellen y el Presidente de Italia Sergio Mattarella junto con el Gobernador del Tirol del Sur Arno Kompatscher y el Alcalde de Bolzano Renzo Caramaschi por el Campo de tránsito de Bolzano en 2019.